# Grove (Dorset)
Grove (oficialmente, The Grove) es una localidad ubicada en la isla de Portland, en el condado ceremonial de Dorset, Inglaterra (Reino Unido).
Forma parte de la nueva autoridad unitaria de Dorset, creada el 1 de abril de 2019.
Está situada al sureste de la región Sudoeste de Inglaterra, cerca de la ciudad de Dorchester —la capital del condado—, de la conurbación del Sureste de Dorset y de la orilla del canal de la Mancha (océano Atlántico). Se encuentra sobre la línea costera oriental de la isla.
La localidad es conocida por su prisión, que incluye un museo. Al igual que el resto de los pueblos y asentamientos de Portland, Grove ha sido designado como área de conservación, ya que es un lugar de especial interés arquitectónico e histórico.